# Polycirrus hamiltoni
Polycirrus hamiltoni är en ringmaskart som beskrevs av Benham 1921. Polycirrus hamiltoni ingår i släktet Polycirrus och familjen Terebellidae. Inga underarter finns listade i Catalogue of Life.